# Wardit
Wardit ist ein selten vorkommendes Mineral aus der Mineralklasse der „Phosphate, Arsenate und Vanadate“. Er kristallisiert im tetragonalen Kristallsystem mit der Zusammensetzung NaAl3[(OH)4|(PO4)2] · 2H2O, ist also chemisch gesehen ein basisches Natrium-Aluminium-Phosphat.
Wardit entwickelt meist dipyramidale, pseudo-oktaedrische Kristalle bis etwa vier Zentimeter Größe, deren Flächen einen glasähnlichen Glanz und rechtwinklig zur c-Achse oft eine charakteristische Streifung aufweisen. In reiner Form ist das Mineral durchsichtig und farblos. Es kann allerdings durch Gitterbaufehler oder aufgrund vielfacher Lichtbrechung bei multikristalliner Ausbildung weiß erscheinen sowie durch Fremdbeimengungen eine hellgrüne bis blaugrün, hellgelbe bis gelbgrüne oder braune Farbe annehmen, wobei die Transparenz entsprechend abnimmt. Die Strichfarbe ist jedoch immer weiß.
Mit einer Mohshärte von 5 gehört Wardit zu den mittelharten Mineralen, die sich ähnlich wie das Referenzmineral Apatit mit einem Messer gerade noch ritzbar sind.

## Etymologie und Geschichte

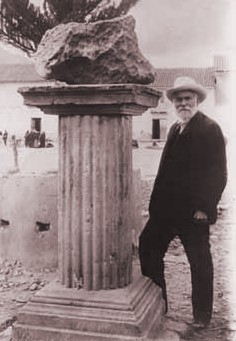
Henry Augustus Ward mit einem Meteoriten

Erstmals entdeckt wurde Wardit im Cedar Valley des Clay Canyons bei Fairfield im Oquirrh-Gebirge im US-Bundesstaat Utah. Beschrieben wurde er erstmals 1896 von John M. Davison, der das Mineral nach Henry Augustus Ward (1834–1906) benannte.
Das Synonym Soumansit bzw. Sousmansite entstand aufgrund eines Mineralfundes in der französischen Gemeinde Soumans (Region Limousin), der 1910 von Antoine Lacroix in dessen Werk Minéralogie de la France et des ses colonies beschrieben worden war. Neuere Untersuchungen ergaben allerdings, dass dieses Mineral mit Wardit identisch ist und daher wurde der Name Sousmansite diskreditiert.

## Klassifikation
Bereits in der veralteten 8. Auflage der Mineralsystematik nach Strunz gehörte der Wardit zur Mineralklasse der „Phosphate, Arsenate und Vanadate“ und dort zur Abteilung der „Wasserhaltigen Phosphate, Arsenate und Vanadate mit fremden Anionen“, wo er als Namensgeber die „Wardit-Reihe“ mit der System-Nr. VII/D.13 und den weiteren Mitgliedern Cyrilovit und Millisit (Pallit) bildete.
Im Lapis-Mineralienverzeichnis nach Stefan Weiß, das sich aus Rücksicht auf private Sammler und institutionelle Sammlungen noch nach dieser alten Form der Systematik von Karl Hugo Strunz richtet, erhielt das Mineral die System- und Mineral-Nr. VII/D.51-10. In der „Lapis-Systematik“ entspricht dies ebenfalls der Abteilung „Wasserhaltige Phosphate, mit fremden Anionen“, wo Wardit zusammen mit Cyrilovit, Fluorowardit und Millisit eine eigenständige, aber unbenannte Gruppe bildet (Stand 2018).
Auch die seit 2001 gültige und von der International Mineralogical Association (IMA) bis 2009 aktualisierte 9. Auflage der Strunz’schen Mineralsystematik ordnet den Wardit in die Abteilung der „Phosphate usw. mit zusätzlichen Anionen; mit H2O“ ein. Diese ist allerdings weiter unterteilt nach der relativen Größe der beteiligten Kationen und dem Stoffmengenverhältnis der weiteren Anionen zum Phosphat-, Arsenat- bzw. Vanadat-Komplex (RO4), so dass das Mineral entsprechend seiner Zusammensetzung in der Unterabteilung „Mit großen und mittelgroßen Kationen; (OH usw.) : RO4 = 2 : 1“ zu finden ist, wo es als Namensgeber die „Warditgruppe“ mit der System-Nr. 8.DL.10 und den weiteren Mitgliedern Cyrilovit und Millisit bildet.
Die vorwiegend im englischen Sprachraum gebräuchliche Systematik der Minerale nach Dana ordnet den Wardit ebenfalls in die Klasse der „Phosphate, Arsenate und Vanadate“ und dort in die Abteilung der „Wasserhaltige Phosphate etc., mit Hydroxyl oder Halogen“ ein. Hier ist er zusammen mit Cyrilovit in der „Cyrilovitgruppe“ mit der System-Nr. 42.07.08 innerhalb der Unterabteilung „Wasserhaltige Phosphate etc., mit Hydroxyl oder Halogen mit (AB)5(XO4)3Zq × x(H2O)“ zu finden.

## Kristallstruktur

tetragonales Trapezoeder

Wardit ist eines der wenigen Minerale, das tetragonal-trapezoedrischer Symmetrie kristallisiert und daher vor allem in der Kristallographie von Interesse ist. Es ist das einzige Mineral, das nur vier Faltachsen in der Symmetrie hat.
Wardit kristallisiert in der Raumgruppe P41212 (Raumgruppen-Nr. 92) oder P43212 (Nr. 96) mit den Gitterparametern a = 7,03 Å und c = 19,04 Å sowie 4 Formeleinheiten pro Elementarzelle.

## Bildung und Fundorte

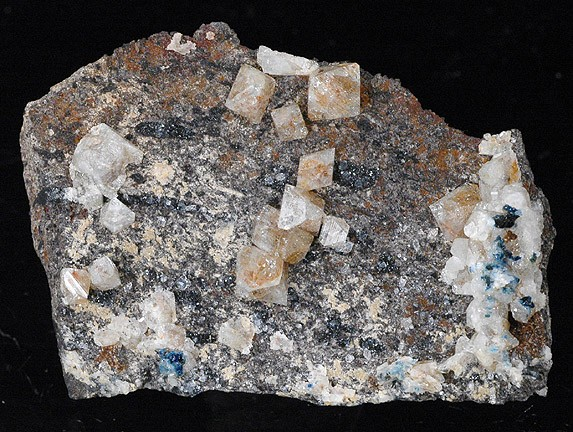
Weiße Warditkristalle auf einer teilweise mit blauem Lazulith bedeckten Matrix aus Rapid Creek im Bergbaugebiet von Dawson, Yukon, Kanada (Größe: 6,4 × 4,7 × 2,0 cm)

Wardit bildet sich als Umwandlungsprodukt von Amblygonit in phosphathaltigen Lagerstätten und Pegmatiten. Dort tritt er meist in Paragenese mit Variscit auf, kann aber auch mit Crandallit, Eosphorit, Fairfieldit, Ferrisicklerit, Hydroxylherderit, Millisit, Mitridatit, Montgomeryit, Roscherit, Siderit und/oder Whitlockit vergesellschaftet gefunden werden.
Als seltene Mineralbildung konnte Wardit bisher nur an wenigen Fundorten nachgewiesen werden, als bekannt gelten etwa 50 Fundstellen. Neben seiner Typlokalität Clay Canyon trat das Mineral in den Vereinigten Staaten noch bei Lucin (Box Elder County) und am Amatrice (Stansbury Mountain Range, Tooele County) in Utah; in der „Stewart Mine“ im kalifornischen San Diego County; im Strickland-Pegmatit bei Portland in Connecticut; bei Two Top Creek im Fremont County in Idaho; an mehreren Fundpunkten in Main, New Hampshire und South Dakota.
In Österreich wurde Wardit bisher an mehreren Orten am Millstätter See und Wolfsberg in Kärnten sowie am Höllkogel bei Freßnitzgraben in der Steiermark gefunden.
Erwähnenswert aufgrund außergewöhnlicher Warditfunde ist unter anderem auch Rapid Creek im Bergbaugebiet von Dawson im kanadischen Territorium Yukon, wo viele reichhaltige Stufen und vollkommene Kristalle von mehreren Zentimetern Größe gefunden wurden.
Weitere Fundorte liegen unter anderem in Argentinien, Australien, Belgien, Brasilien, Finnland, Frankreich und Spanien.